# Jindřich Janečka
Jindřich Janečka [AFI jɪndr̝̊ɪx janet͡ʃkaⓘ] (Brno, 14 de abril de 2004) es un boxeador checo, seis veces campeón de la República Checa (en varias categorías de edad), representante de la República Checa, ganador de torneos internacionales de boxeo y luchador de judo.

## Vida
Jindřich Janečka proviene de Brno y desde niñez practica deportes de combate. En 2016 recibió el título alevín de campeón de la República Checa en judo. Ese mismo año comenzó a boxear en el club Cometa Brno bajo la dirección de Leo Nováček en colaboración con Vít Král, quien se convirtió en su entrenador principal. En 2022, a los diecisiete años, como campeón juvenil de la República Checa, desafió a duelo al entonces campeón de los hombres de la República Checa, Tomáš Bureš, y ganó. En 2023, se convirtió en la imagen del primer CUPRA Garage en la República Checa.

## Carrera deportiva
- 2018
  - campeón de la República Checa, juvenil escolar, categoría 62 kg, victoria RSC[3] (victoria al finalizar el partido por parte del árbitro de ring).
- 2020
  - campeón de la República Checa, cadetes, categoría 75 kg, victoria por sumisión del oponente.[4]
  - 5.º puesto en el Campeonato de Europa Cadete,[5]
  - ganador del torneo Esperanzas Olímpicas.[6]
- 2021
  - campeón de la República Checa, junior, categoría 75 kg, victoria por puntos 5:0,[7]
  - ganador del torneo internacional IBA Maribor Cup,[8]
  - participante del Campeonato de Europa Junior.
- 2022
  - campeón de la República Checa, junior, categoría 80 kg, victoria RSC,[9]
  - participante del Campeonato de Europa Junior,
  - 2.º puesto en el torneo IBA Danas Pozniakas,[10]
  - 2.º puesto en el torneo europeo IBA Július Torma Memorial.[11]
- 2023
  - campeón de la República Checa, hombres, categoría 80 kg, victoria por puntos,[12]
  - participante de los Juegos Europeos de Cracovia 2023[13] tras ser nominado por el Comité Olímpico Checo.
- 2024
  - medalla de bronce del 54.º torneo del Gran Premio Internacional de la ciudad de Ústí nad Labem 2024,[14] donde perdió ante el representante chino, subcampeón del mundo de 2023 y ganador de los Juegos Asiáticos de 2022, Tuohetaerbieke Tanglatihan,
  - campeón de la República Checa, hombres, categoría 80 kg, victoria por puntos,[15]
  - ganador del torneo internacional Guantes de Oro del Vístula.[16]

## Cultura
Jindřich Janečka desempeñó un papel central en el clip del rapero ICKO de la canción JAB, JAB, estrenada el 15 de mayo de 2023. Al final de la canción (2:44), posa con todas sus medallas. El clip tiene 68.000 visitas en YouTube.